# فیلتر کیسه‌ای

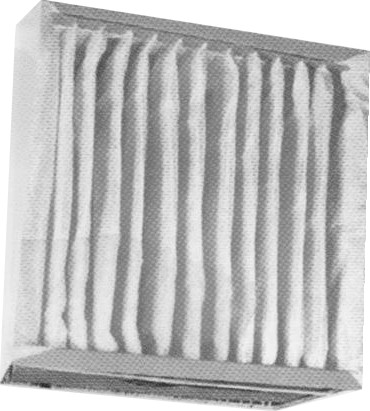
تصویر یک فیلتر کیسه ای

فیلترهای کیسه ای یا بگ فیلتر  (که گاها به اشتباه بک فیلتر تلفظ می شود) یکی از مهمترین و کار آمدترین انواع دستگاه های فیلتراسیون هوا، گرد و غبار می باشد. که با توجه به لزوم رعایت استانداردهای زیست محیطی درکارخانه ها و مراکز صنعتی و نیز جهت جلوگیری از هدر رفت محصول تولید شده در کارخانه ها، پخش آن در محیط و همچنین رعایت بهداشت و سلامت جسمی و روحی کارگران، استفاده از آن در بسیاری ازمحیط های دارای گرد و غبار اجتناب ناپذیر می باشد. بسته به شرایط کاری، نوع و مقدار غبار و حجم هوا یا گاز لازم برای جابجایی، تعداد و مساحت محل های انتشارغبار و نوع آلودگی، ابعاد و اندازه ی بگ فیلتر، طول و نوع کیسه متغیر می باشد و ممکن است از یک تا چند صد کیسه داخل دستگاه استفاده شود

## روش‌های قرارگیری در مسیر جریان
به دو روش می‌توان فیلترهای کیسه‌ای را در معرض جریان غبار قرار داد:

### نصب بعد ازهواکش
جریان به داخل سیستم دمیده شود ولی به لحاظ اینکه دستگاه در فشار بالاتر از جو کار خواهد کرد این امکان بسیار زیادی برای بروز نشت غبارهای آلوده وجود دارد. بنابراین این روش مطرود است.

### نصب قبل ازهواکش
جریان از داخل سیستم مکش شود. در این روش چون دستگاه در فشاری پایین تر از فشار جو کار می‌کند امکان نشت وجود نخواهد داشت. در ضمن اجزا متحرک هواکش با ذرات غبار برخورد ندارند. بنابراین جریان از دستگاه مکش می‌شود.

## روشهای تمیز کردن فیلتر
با جذب غبار توسط الیاف فیلتر، ضخامت لایه اولیه فیلتر افزایش می یابد و بنابراین افت فشار در فیلتر افزایش خواهد یافت که این امر منجر به کاهش راندمان و اتلاف انرژی می گردد. لذا باید روشی اتخاذ شود تا این لایه شکسته شود و از بین برود . دو روش عمده برای این کار موجود است.

### غبار روبی با روش مکانیکی
در این روش جهت کاهش هزینه های ساخت به‌ جای استفاده از شیر برقی، روی بدنه دستگاه و یا صفحه نگه دارنده کیسه ها  ویبراتور نصب میگردد و با استفاده از تایمر هر چند دقیقه در اثر ایجاد لرزش، غبار جمع شده بر روی فیلتر ها تخلیه میگردند. مزیت این روش ارزان بودن آن می باشد. بزرگترین ایراد این روش استهلاک زیاد و آسیب به دستگاه، کیسه و سبد ها در اثر لرزش می باشد.

### غبار روبی به روش پالس جت
در این نوع غبارگیر ها نصب کیسه ها مانند بگ فیلتر های جت پالس دار انجام میگیرد، و بخش داخلی دستگاه به اتاقک های مجزا از یکدیگر تقسیم می گردد و هر اتاقک با یک دمپر از اتاقک های دیگر جدا می گردد. به هر دمپر یک سروو موتور یا جک پنوماتیک متصل می گردد و با باز و بسته شدن دمپر ها جهت ورود هوا به فیلتر ها معکوس شده و باعث پاک شدن کیسه های هر اتاقک می گردد. در این نوع فیلتر ها، در آن واحد یکی از اتاقک ها در حال تمیز شدن یا out of service می باشد.